# Higher Than Heaven
Higher Than Heaven — пятый студийный альбом английской певицы Элли Голдинг, вышедший 7 апреля 2023 года на лейбле Polydor Records. Альбом дебютировал на № 1 в британском хит-параде UK Albums Chart, став 4-м для Голдинг лидером официального чарта Соединенного Королевства.

## История
По словам Голдинг, альбом был написан в ответ на пандемию COVID-19: «В студии определённо ощущался мрак [последних двух лет], и каждый пережил его по-своему. Я думаю, по этой причине никто не хотел сидеть и мучиться над какими-то отношениями или драмой. Вот так и получился этот альбом».
Голдинг выразила мнение, что в отличие от её предыдущего альбома 2020 года Brightest Blue, этот альбом является её «наименее личным альбомом». Она уточнила: «…Я думаю, что это лучший альбом, потому что я смогла исследовать другие вещи о себе. Мне просто очень, очень нравится писать, очень нравится быть певицей. Это было таким облегчением и действительно освежающим моментом — не сидеть в студии, перебирая в памяти всё то, что произошло со мной и повлияло на меня. Потому что я чувствую все очень глубоко».

## Отзывы
| Совокупная оценка   | Совокупная оценка |
| Источник            | Оценка            |
| ------------------- | ----------------- |
| AnyDecentMusic?     | 6.7/10            |
| Metacritic          | 77/100            |
| Оценки критиков     |                   |
| Источник            | Оценка            |
| AllMusic            | [ 9 ]             |
| The Times           | [ 1 ]             |
| The Daily Telegraph | [ 2 ]             |
| NME                 | [ 10 ]            |
| Evening Standard    | [ 11 ]            |
| Clash Magazine      | [ 12 ]            |

Альбом получил положительные отзывы музыкальных критиков и изданий. Сайт Metacritic дал общую оценку в 78 баллов, основываясь на 6 рецензиях.
Нил Маккормик из The Daily Telegraph написал, что «Эффектное трепетное вибрато, необработанный средний диапазон и трепещущие высокие ноты накладывают уникальный отпечаток на всё, что она поёт. Этот голос способен заставить даже её „наименее личный“ альбом звучать очень лично».
По мнению Ника Ливайна из NME «Возможно, „Higher Than Heaven“ не является сугубо личным, но он определённо звучит как альбом, созданный с заботой, мастерством и немалой долей чутья».
Clash Magazine назвал выход Higher Than Heaven идеальным возвращением «Элли Гулдинг находится в своей лучшей форме».
Сэм Францини из The Line of Best Fit написал, что «Higher Than Heaven — это чистая сахарная вата в самом лучшем смысле этого слова — мало содержания, но прилив сахара настолько безупречен, что в итоге это не имеет значения».
Джон Мерфи из musicOMH отметил, что альбом полон клубных хитов, но «…тот, кто предпочитает баллады вроде „Love Me Like You Do“ и „How Long Will I Love You“, может быть разочарован. Однако поклонники достойных танцевально-поп-гимнов будут более чем довольны».

## Коммерческий успех
Альбом достиг первого места британского чарта UK Albums Chart, став 4-м для Голдинг лидером хит-парада Соединенного КоролевстваUK Singles Chart.

## Список композиций
| №                   | Название                            | Автор(ы)                                                             | Продюсеры           | Длительность |
| ------------------- | ----------------------------------- | -------------------------------------------------------------------- | ------------------- | ------------ |
| 1.                  | «Midnight Dreams»                   | Ellie Goulding Trey Campbell Glen Garth Phil Garth Stephen Kozmeniuk | Koz The 23rd        | 3:12         |
| 2.                  | «Cure for Love»                     | Goulding Tom Mann Anthony Rossomando Andrew Wells                    | Wells Koz [p]       | 2:57         |
| 3.                  | «By the End of the Night»           | Goulding Campbell Kozmeniuk                                          | Koz                 | 3:08         |
| 4.                  | «Like a Saviour»                    | Goulding Mann Rossomando Wells                                       | Wells Koz           | 3:40         |
| 5.                  | «Love Goes On»                      | Goulding Greg Kurstin                                                | Kurstin             | 3:52         |
| 6.                  | «Easy Lover» (при участии Big Sean) | Goulding Sean Anderson Kurstin Julia Michaels                        | Kurstin             | 3:35         |
| 7.                  | «Higher Than Heaven»                | Goulding Campbell G. Garth P. Garth Kozmeniuk                        | Koz The 23rd        | 3:29         |
| 8.                  | «Let It Die»                        | Goulding Mann Andrea Rocha Peter Rycroft                             | Lostboy             | 2:46         |
| 9.                  | «Waiting for It»                    | Goulding Maureen McDonald Jesse Shatkin                              | Shatkin             | 3:19         |
| 10.                 | «Just for You»                      | Goulding Kurstin Michaels                                            | Kurstin             | 3:06         |
| 11.                 | «How Long»                          | Ali Tamposi Brian Lee Nathan Perez Andrew Watt                       | Watt Happy Perez    | 3:38         |
| Общая длительность: | Общая длительность:                 | Общая длительность:                                                  | Общая длительность: | 36:42        |

| №                   | Название                          | Автор(ы)                                                                    | Продюсеры               | Длительность |
| ------------------- | --------------------------------- | --------------------------------------------------------------------------- | ----------------------- | ------------ |
| 12.                 | «Temptation»                      | Goulding Mann Rossomando Wells                                              | Wells                   | 3:03         |
| 13.                 | «Intuition»                       | Goulding Kurstin                                                            | Kurstin                 | 3:12         |
| 14.                 | «Tastes Like You»                 | Goulding Mann Rossomando Wells                                              | Wells                   | 3:12         |
| 15.                 | «Better Man»                      | Goulding Jussifer Tayla Parx Jack Patterson                                 | Parisi Sam Skirrow      | 2:52         |
| 16.                 | «All by Myself» (с Alok и Sigala) | Goulding Martin Gore Mann OHYES Alok Achkar Peres Petrillo Rossomando Wells | Alok OHYES Sigala Wells | 2:52         |
| Общая длительность: | Общая длительность:               | Общая длительность:                                                         | Общая длительность:     | 52:00        |

## Чарты

### Еженедельные чарты
| Чарт (2023)                       | Высшая позиция |
| --------------------------------- | -------------- |
| Австралия (Digital Albums, ARIA)  | 15             |
| Австрия (Ö3 Austria)              | 52             |
| Бельгия/Фландрия (Ultratop)       | 5              |
| Бельгия/Валлония (Ultratop)       | 37             |
| Нидерланды (Album Top 100)        | 37             |
| Германия (Offizielle Top 100)     | 20             |
| Ирландия (IRMA)                   | 97             |
| Шотландия (Scottish Albums Chart) | 1              |
| Великобритания (UK Albums Chart)  | 1              |
| США (Billboard 200)               | 125            |

## История релиза
| Регион | Дата          | Формат                                       | Издание  | Лейбл   | Ссылка |
| ------ | ------------- | -------------------------------------------- | -------- | ------- | ------ |
| Мир    | 7 апреля 2023 | Cassette CD digital download streaming vinyl | Standard | Polydor | [ 26 ] |
| Мир    | 7 апреля 2023 | CD digital download streaming                | Deluxe   | Polydor | [ 27 ] |